# 斯文·伊斯拉埃尔松
斯文·伊斯拉埃尔松（瑞典語：Sven Israelsson，1920年1月17日—1989年10月9日），瑞典男子北欧两项运动员。他曾代表瑞典参加1948年冬季奥林匹克运动会北欧两项比赛，获得一枚铜牌。